# Bananier
Musa
Pour les articles homonymes, voir Bananier (homonymie).
Genre
Classification APG III (2009)
Le Bananier (Musa) est un genre de plantes à fleurs monocotylédones vivaces de la famille des Musaceae dont les fruits, en général, sont les bananes.
Le Bananier, contrairement aux apparences, n'est pas un arbre mais une plante herbacée. En effet, il ne possède pas de vrai tronc, mais un stipe, comme les palmiers  (un empilement de gaines foliaires qui s'accumulent)
Ce genre comprend environ soixante espèces, toutes tropicales, dont plusieurs sont largement cultivées pour la production de bananes. Certaines espèces ont un intérêt ornemental et sont cultivées en serres dans les pays tempérés.
Le terme « bananier » peut aussi être utilisé pour des espèces n'appartenant pas au genre Musa. Les espèces du genre Ensete comme la fausse « banane » (Ensete ventricosum) sont aussi regroupées sous le terme de « bananiers ». Globalement, tous appartiennent à la famille des Musaceae.

## Description

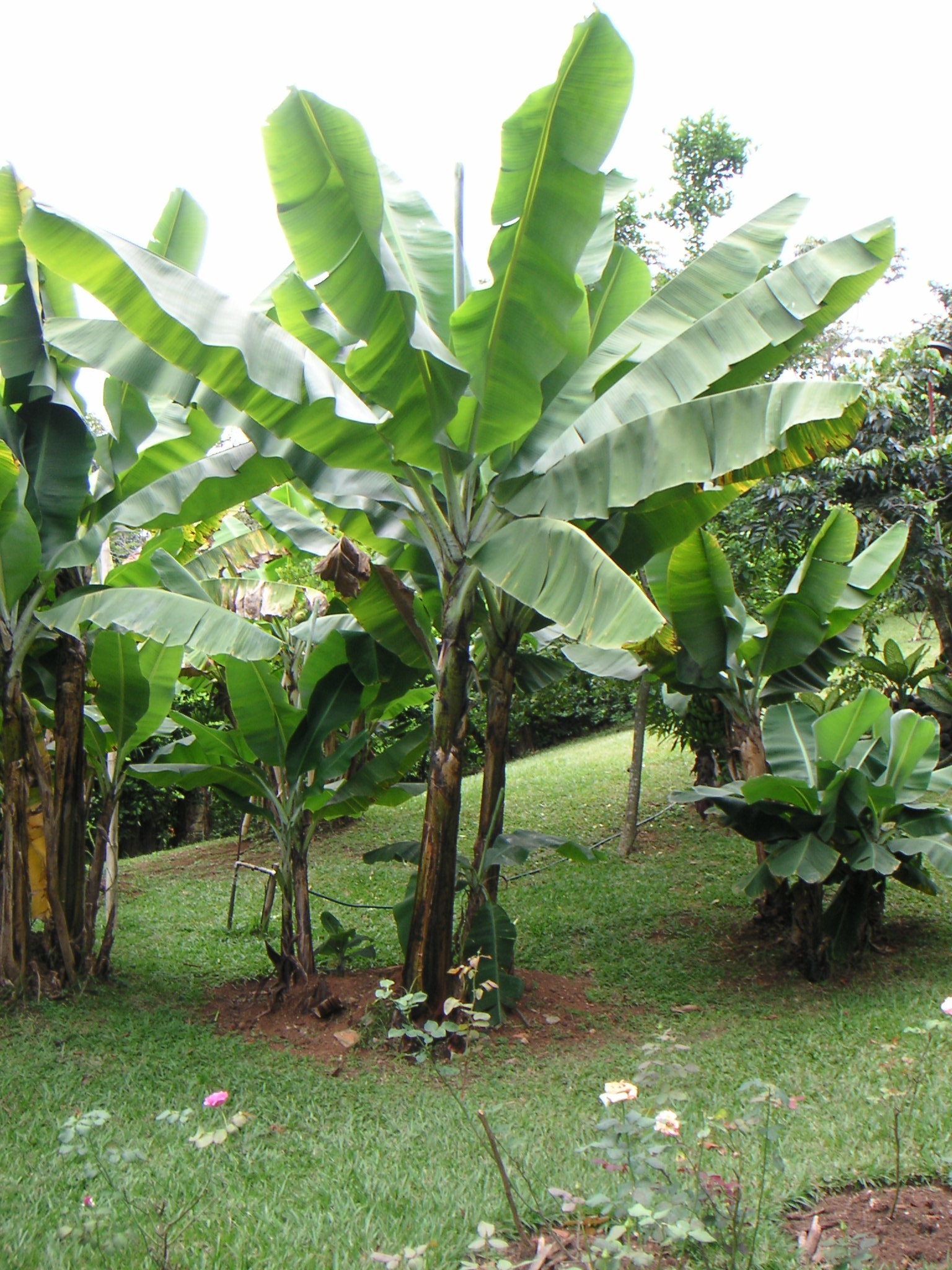
Un bananier.

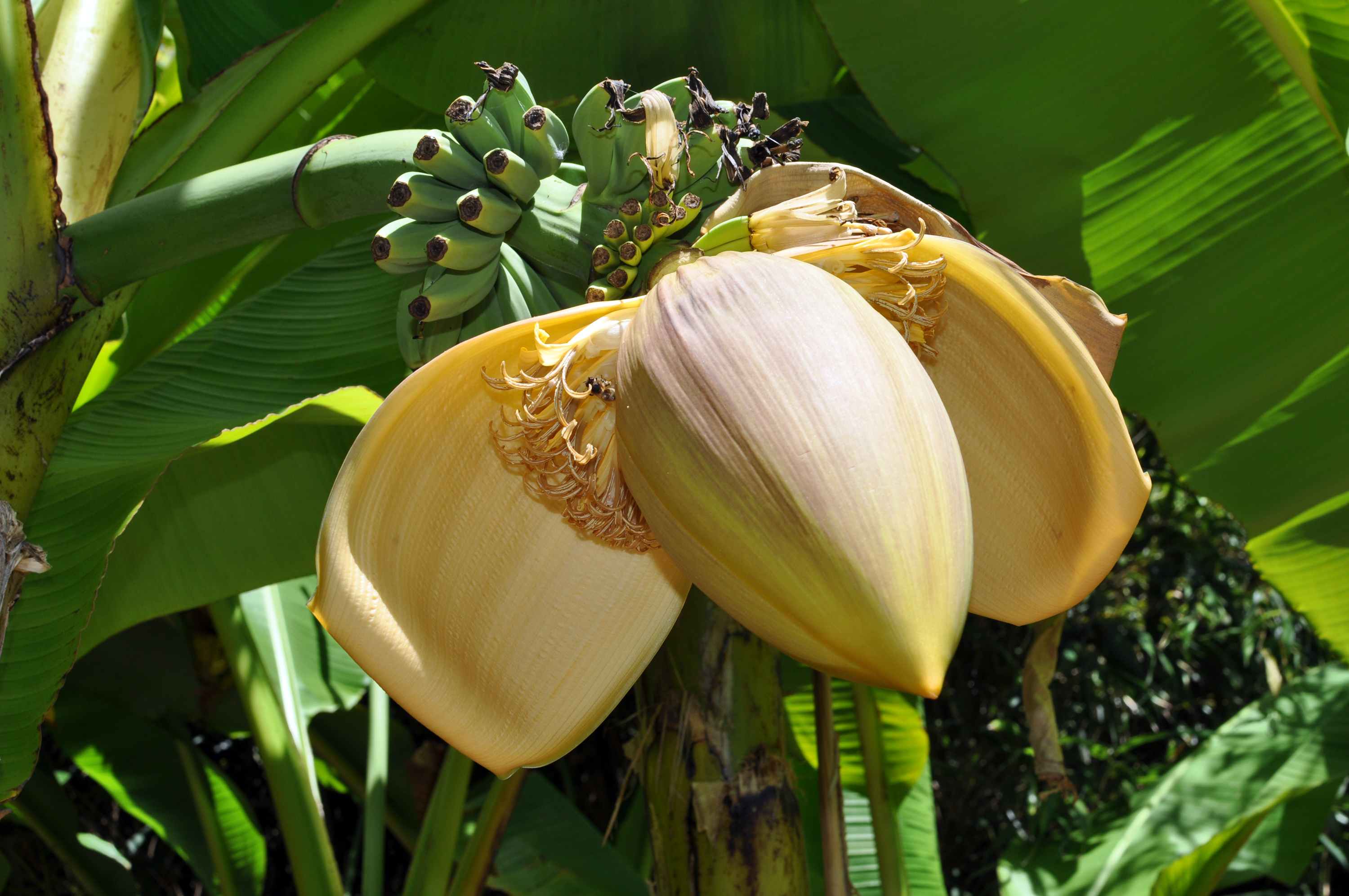
Fleur de banane plantain.

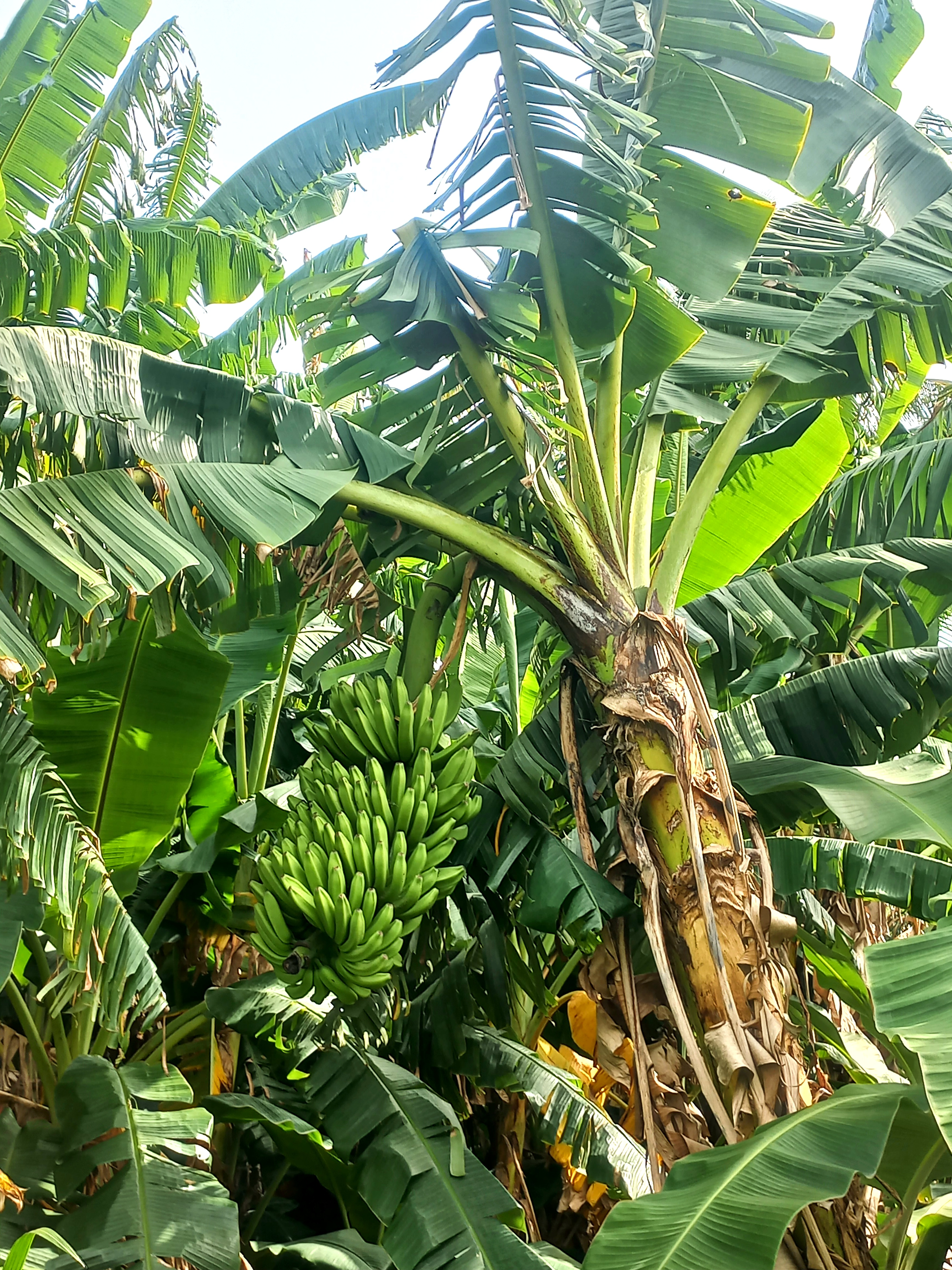
Plante bananier.

Les bananiers peuvent atteindre sept mètres de haut (jusqu'à 15 mètres chez Musa ingens) mais ne possèdent pas de vrai tronc. Leur tige souterraine ressemble à un gros bulbe à partir duquel naissent les feuilles.
On observe un simple développement en hauteur de la base massive des pétioles des grandes feuilles insérées en spirale. Les feuilles, très grandes, droites ou retombantes (jusqu'à trois mètres de long et 60 centimètres de large) sont longuement pétiolées. La taille démesurée des feuilles du bananier leur permet de capter suffisamment de lumière quand elles poussent naturellement dans la strate arbustive de la forêt tropicale, très sombre.
Lorsque le bananier a produit entre 25 et 30 feuilles, au cœur de celles-ci se développe un bourgeon floral évoluant en une inflorescence qui, dans la majorité des espèces, retombe sur le côté. L'inflorescence, appelée « régime », est formée d'une série de spathes (feuilles colorées) disposées en spirale qui porte, à sa base, des fleurs femelles qui produiront les bananes, et à son extrémité des fleurs mâles. La floraison se produit au bout de sept mois et les fruits mûrissent quatre mois plus tard. Ensuite, la tige meurt. Dans la plupart des variétés cultivées, les fleurs mâles sont stériles et les fruits sont donc parthénocarpiques car ils ne sont pas issus de la fécondation.
Concernant son cycle biologique, le bananier est une espèce monocarpique (il ne possède qu'un seul bourgeon terminal ou apex méristématique s'exprimant dans l'auxèse et la mérèse du végétal) et monoblastique (le végétal meurt après la floraison). Un bananier ne produit donc qu'un seul régime, d’où l’importance de le couper après la récolte pour laisser la place au suivant. Les bananiers cultivés se multiplient donc de manière végétative.

## Distribution et habitat
La région d'origine de la banane se trouve entre l'Inde et les îles mélanésiennes du Pacifique en passant par l'Indonésie et la Nouvelle-Guinée. Elle se diffuse au Moyen-Orient et dans le bassin méditerranéen au moment de la conquête islamique. La banane de culture fut introduite dans les Amériques dès le début de la colonisation européenne vers 1500. Le bananier se diffuse si rapidement en Amérique qu'il est très rapidement considéré, de façon erronée, comme une espèce originaire du continent. Alexander von Humboldt est ainsi persuadé d'une origine américaine du fruit.
Aujourd'hui, la banane est cultivée dans toutes les régions tropicales de la planète comme en Colombie, au Honduras.
Le bananier vit dans les pays tropicaux, sous un climat chaud et humide.

## Parasites
Les bananiers souffrent notamment de l'action des vers nématodes, tels Radopholus similis, Helicotylenchus multicinctus, Meloidogyne, etc. qui détruisent les racines de cette herbacée.

## Classification botanique

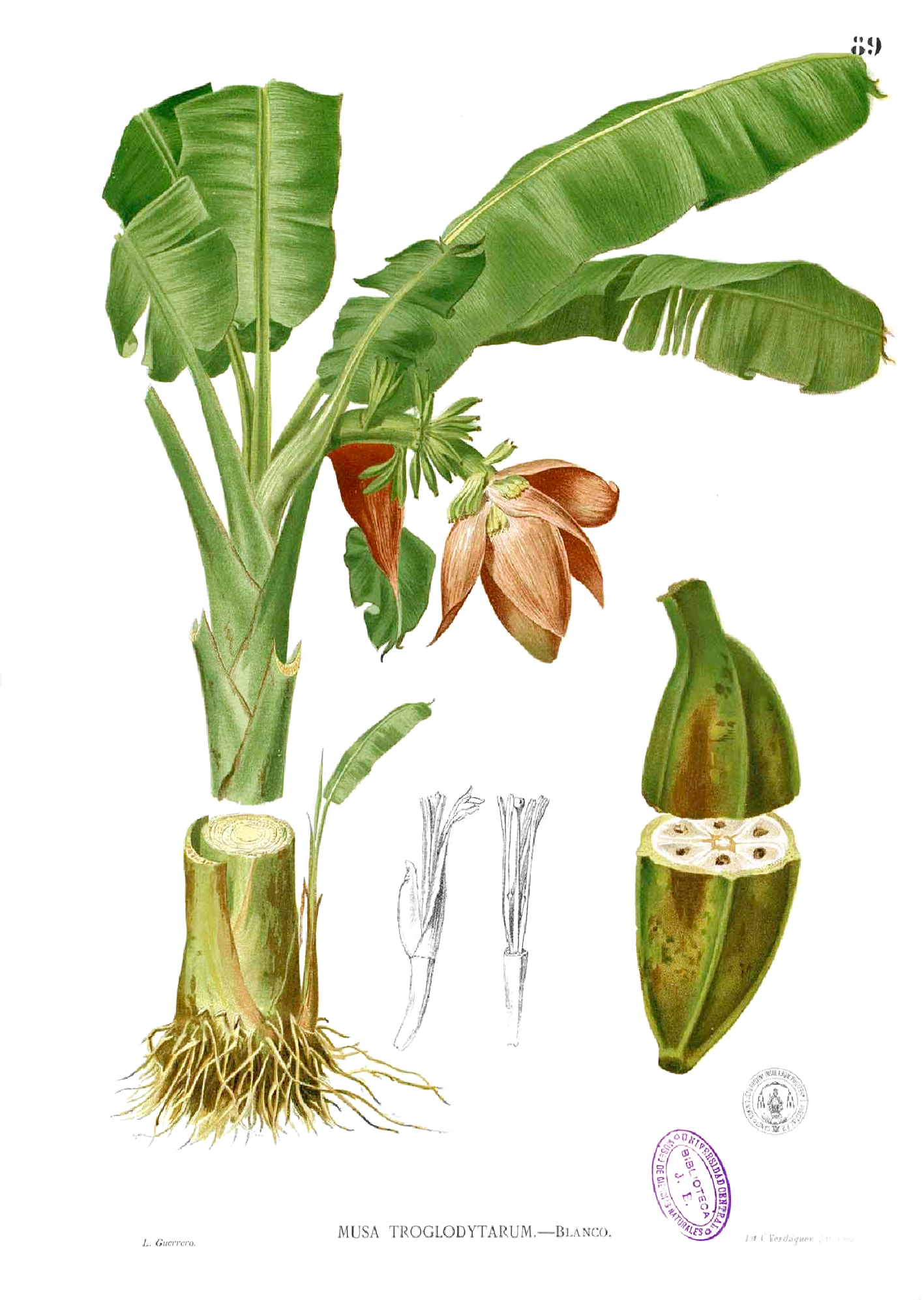
Musa troglodytarum.

Avant 2002, le genre Musa était divisé en cinq sections : Eumusa, Rhodochlamys, Callimusa, Australimusa, Ingentimusa.
En 2002, des études génétiques ont ramené le nombre de sections à trois selon leur numération chromosomique : section Eumusa regroupant Rhodochlamys x = 11, section Callimusa regroupant Australimusa x = 10, section Ingentimusa x = 7  pour la seule espèce M. ingens.

### SectionIngentimusa
Musa ingens.

### SectionEumusa(incluantRhodochlamys)
Musa acuminata Colla
Musa angcorensis
Musa aurantiaca
Musa banksii
Musa balbisiana Colla
Musa basjoo, bananier du Japon, très rustique
Musa cavendishii
Musa cheesmanii
Musa ensete
Musa flaviflora
Musa griersonii
Musa itinerans
Musa laterita
Musa mannii
Musa nagensium
Musa ochracea
Musa rubra
Musa sanguinea
Musa schizocarpa
Musa siamea
Musa sikkimensis
Musa thomsonii
Musa × paradisiaca L.
Musa velutina H.Wendl. & Drude
Musa sp. 'Burmese Blue'
Musa sp. 'VN1-054'

### SectionCallimusa(incluantAustralimusa)
- Musa alinsanaya
- Musa bauensis
- Musa beccarii
- Musa boman
- Musa borneënsis
- Musa bukensis
- Musa campestris
- Musa coccinea
- Musa exotica
- Musa fitzalanii - (éteinte)
- Musa flavida
- Musa gracilis
- Musa hirta
- Musa insularimontana
- Musa jackeyi
- Musa johnsii
- Musa lawitiensis
- Musa lolodensis
- Musa maclayi
- Musa monticola
- Musa muluensis
- Musa paracoccinea
- Musa peekelii
- Musa pigmaea
- Musa salaccensis
- Musa splendida
- Musa suratii
- Musa textilis Nee
- Musa troglodytarum L.
- Musa tuberculata
- Musa violascens

Selon World Checklist of Selected Plant Families (WCSP) (6 février 2014) :
- Musa acuminata Colla (1820)
  - Musa acuminata subsp. acuminata

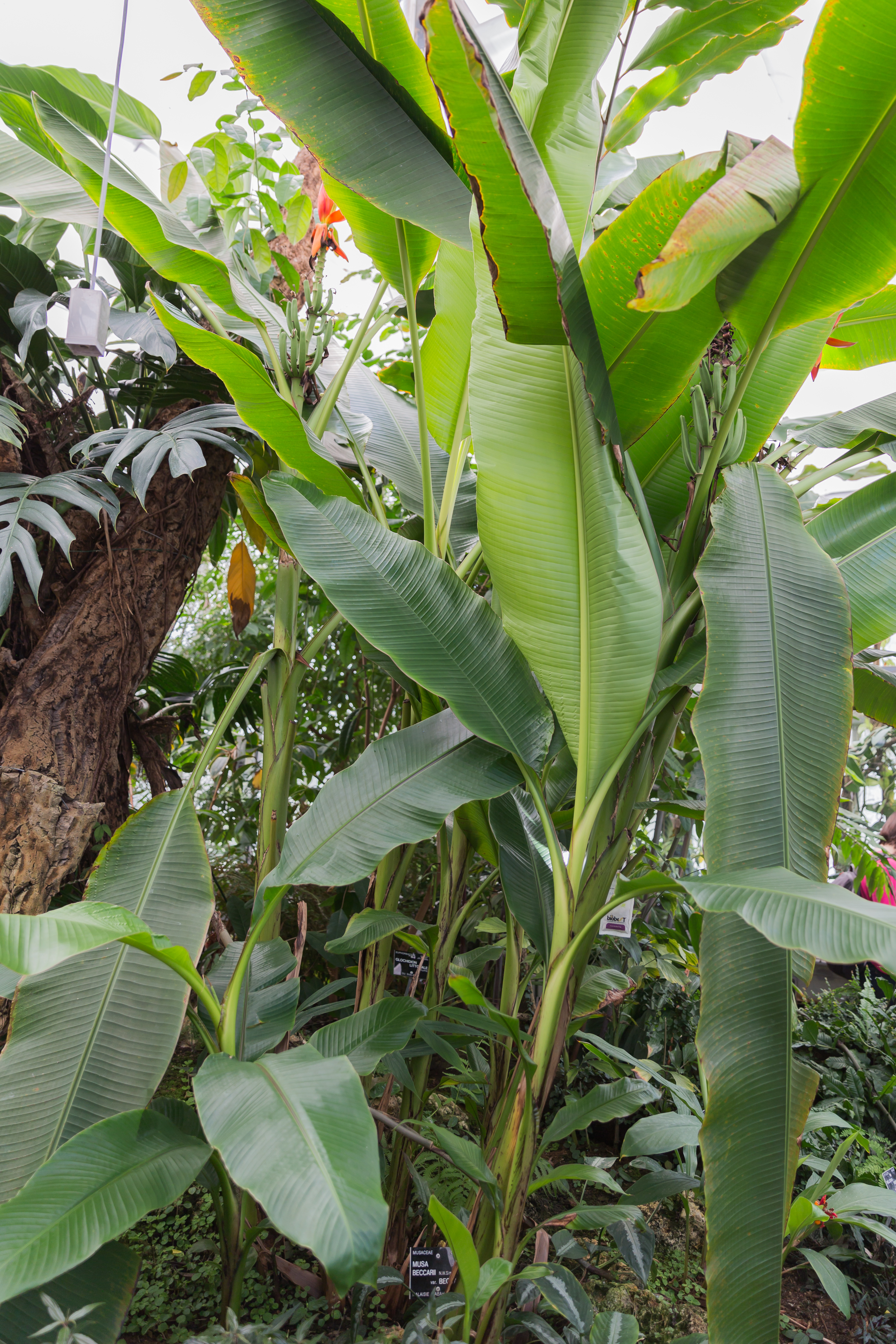
Musa beccarii au jardin botanique de Lyon, France.

  - Musa acuminata subsp. burmanica N.W.Simmonds (1956 publ. 1957)
  - Musa acuminata subsp. errans (Blanco) R.V.Valmayor (2001)
  - Musa acuminata subsp. halabanensis (Meijer) M.Hotta (1989).
  - Musa acuminata subsp. malaccensis (Ridl.) N.W.Simmonds (1956 publ. 1957)
  - Musa acuminata subsp. microcarpa (Becc.) N.W.Simmonds (1956 publ. 1957).
  - Musa acuminata subsp. siamea N.W.Simmonds (1956 publ. 1957)
  - Musa acuminata subsp. truncata (Ridl.) Kiew (2001)
  - Musa acuminata var. chinensis Häkkinen & H.Wang (2007)
  - Musa acuminata var. sumatrana (Becc.) Nasution (1991)
  - Musa acuminata var. tomentosa (Warb. ex K.Schum.) Nasution (1991)
- Musa ×alinsanaya R.V.Valmayor (2004)
- Musa arfakiana Argent (2010).
- Musa aurantiaca G.Mann ex Baker (1893).
- Musa azizii Häkkinen (2005)
- Musa balbisiana Colla (1820)
  - Musa balbisiana var. andamanica D.B.Singh & al. (1998)
  - Musa balbisiana var. bakeri (Hook.f.) Häkkinen (2010)
  - Musa balbisiana var. balbisiana
  - Musa balbisiana var. brachycarpa (Backer) Häkkinen (2008)
  - Musa balbisiana var. dechangensis (J.L.Liu & M.G.Liu) Häkkinen (2011)
  - Musa balbisiana var. liukiuensis (Matsum.) Häkkinen  (2008)
- Musa banksii F.Muell. (1864).
- Musa barioensis Häkkinen (2006)
- Musa basjoo Siebold & Zucc. ex Iinuma (1874)
  - Musa basjoo var. basjoo
  - Musa basjoo var. lushanensis (J.L.Liu) Häkkinen (2011)
  - Musa basjoo var. luteola (J.L.Liu) Häkkinen (2011)
- Musa bauensis Häkkinen & Meekiong (2004)
- Musa beccarii N.W.Simmonds (1960)
  - Musa beccarii var. beccarii
  - Musa beccarii var. hottana Häkkinen (2005)
- Musa boman Argent (1976)
- Musa borneensis Becc. (1902)
  - Musa borneensis var. alutacea Häkkinen & Meekiong (2005)
  - Musa borneensis var. borneensis
  - Musa borneensis var. flavida (M.Hotta) Häkkinen & Meekiong (2005)
  - Musa borneensis var. lutea Häkkinen & Meekiong (2005)
  - Musa borneensis var. phoenicea Häkkinen & Meekiong (2005)
  - Musa borneensis var. sarawakensis Häkkinen & Meekiong (2005)
- Musa bukensis Argent (1976)
- Musa campestris Becc. (1902)
  - Musa campestris var. campestris
  - Musa campestris var. lawasensis Häkkinen (2003)
  - Musa campestris var. limbangensis Häkkinen (2003)
  - Musa campestris var. miriensis Häkkinen (2003)
  - Musa campestris var. sabahensis Häkkinen (2003)
  - Musa campestris var. sarawakensis Häkkinen (2003)
- Musa celebica Warb. ex K.Schum. (1900)
- Musa cheesmanii N.W.Simmonds (1956 publ. 1957)
- Musa chunii Häkkinen (2009)
- Musa coccinea Andrews (1799)
- Musa exotica R.V.Valmayor (2004)
- Musa fitzalanii F.Muell. (1875)
- Musa gracilis Holttum (1950)
- Musa griersonii Noltie (1994)
- Musa haekkinenii  N.S.Lý & Haev. (2012).
- Musa hirta Becc. (1902)
- Musa ingens N.W.Simmonds (1960)
- Musa insularimontana Hayata (1913)
- Musa itinerans Cheesman (1949)
  - Musa itinerans var. annamica (R.V.Valmayor, L.D.Danh & Häkkinen) Häkkinen (2008)
  - Musa itinerans var. chinensis Häkkinen (2008)
  - Musa itinerans var. formosana (Warb.) Häkkinen & C.L.Yeh (2010)
  - Musa itinerans var. guangdongensis Häkkinen (2008)
  - Musa itinerans var. hainanensis Häkkinen & X.J.Ge (2010)
  - Musa itinerans var. itinerans
  - Musa itinerans var. kavalanensis H.L.Chiu, C.T.Shii & T.Y.A.Yang (2011)
  - Musa itinerans var. lechangensis Häkkinen (2008)
  - Musa itinerans var. xishuangbannaensis Häkkinen (2008)
- Musa jackeyi W.Hill (1874)
- Musa johnsii Argent (2001)
- Musa juwiniana Meekiong, Ipor & Tawan (2008)
- Musa kattuvazhana K.C.Jacob (1952)
- Musa lanceolata Warb. ex K.Schum. (1900)
- Musa laterita Cheesman (1949)
- Musa lawitiensis Nasution & Supard. (1998)
  - Musa lawitiensis var. kapitensis Häkkinen (2006)
  - Musa lawitiensis var. lawitiensis
  - Musa lawitiensis var. sarawakensis Häkkinen, Adansonia (2006)
  - Musa lawitiensis var. suratii (Argent) Häkkinen (2006)
- Musa lokok Geri & Ng (2005)
- Musa lolodensis Cheesman (1950)
- Musa lutea R.V.Valmayor, L.D.Danh & Häkkinen (2004)
- Musa maclayi F.Muell. ex Mikl.-Maclay (1885)
  - Musa maclayi subsp. ailuluai Argent (1976)
  - Musa maclayi subsp. maclayi
  - Musa maclayi var. erecta (N.W.Simmonds) Argent (1976)
  - Musa maclayi var. namatani Argent (1976)
- Musa mannii H.Wendl. ex Baker (1892)
- Musa monticola M.Hotta ex Argent (2000)
- Musa muluensis M.Hotta (1967)
- Musa nagensium Prain (1904)
  - Musa nagensium var. hongii Häkkinen (2008)
  - Musa nagensium var. nagensium
- Musa ochracea K.Sheph. (1964)
- Musa ornata Roxb. (1824)
- Musa paracoccinea A.Z.Liu & D.Z.Li (2002)
- Musa ×paradisiaca L. (1753)
- Musa peekelii Lauterb. (1913)
  - Musa peekelii subsp. angustigemma (N.W.Simmonds) Argent (1976)
  - Musa peekelii subsp. peekelii
- Musa rosea Baker (1893)
- Musa rubinea Häkkinen & C.H.Teo (2008)
- Musa rubra Wall. ex Kurz (1866)
- Musa sakaiana Meekiong, Ipor & Tawan (2005)
- Musa salaccensis Zoll. ex Backer (1924)
- Musa sanguinea Hook.f. (1872)
- Musa schizocarpa N.W.Simmonds (1956 publ. 1957)
- Musa serpentina Swangpol & Somana (2011)
- Musa shankarii Subba Rao & Kumari (2008)
- Musa siamensis Häkkinen & Rich.H.Wallace (2007)
- Musa sikkimensis Kurz (1878)
- Musa splendida A.Chev. (1934)
- Musa textilis Née (1801)
- Musa thomsonii (King ex Baker) A.M.Cowan & Cowan (1929)
- Musa tonkinensis R.V.Valmayor, L.D.Danh & Häkkinen (2005)
- Musa troglodytarum L. (1763)
- Musa tuberculata M.Hotta (1967)
- Musa velutina H.Wendl. & Drude (1875), nom. cons.
- Musa violascens Ridl.(1893)
- Musa viridis R.V.Valmayor, L.D.Danh & Häkkinen (2004)
- Musa voonii Häkkinen (2004)
- Musa yamiensis C.L.Yeh & J.H.Chen (2008)
- Musa yunnanensis Häkkinen & H.Wang (2007)
  - Musa yunnanensis var. caii Häkkinen & H.Wang (2009)
  - Musa yunnanensis var. jingdongensis Häkkinen & H.Wang (2009)
  - Musa yunnanensis var. yongpingensis Häkkinen & H.Wang (2009)
  - Musa yunnanensis var. yunnanensis
- Musa zaifui Häkkinen & H.Wang (2008)

Espèces aux noms synonymes, obsolètes et leurs taxons de référence
Selon World Checklist of Selected Plant Families (WCSP) (23 juin 2012) :
- Musa abaca Perr., (1825), nom. subnud. Musa textilis  Née (1801)
- Musa acuminata subsp. banksii (F.Muell.) N.W.Simmonds, (1956 publ. 1957)
- Musa acuminata subsp. rubrobracteata M.Hotta, (1989), nom. inval.
- Musa acuminata var. alasensis Nasution, (1991) Musa acuminata subsp. acuminata
- Musa acuminata var. bantamensis Nasution, (1991) Musa acuminata subsp. acuminata
- Musa acuminata var. breviformis Nasution, (1991) Musa acuminata subsp. acuminata
- Musa acuminata var. burmannicoides De Langhe, (1960) Musa acuminata subsp. burmanica N.W.Simmonds  (1956 publ. 1957)
- Musa acuminata var. cerifera (Backer) Nasution, (1991) Musa acuminata subsp. acuminata
- Musa acuminata var. flava (Ridl.) Nasution, (1991).
- Musa acuminata var. halabanensis (Meijer) Nasution, (1991).
- Musa acuminata var. longipetiolata Nasution, (1991) Musa acuminata subsp. acuminata
- Musa acuminata var. malaccensis (Ridl.) Nasution, (1991).
- Musa acuminata var. microcarpa (Becc.) Nasution, (1991).
- Musa acuminata var. nakaii Nasution, (1991) Musa acuminata subsp. acuminata
- Musa acuminata var. rutilipes (Backer) Nasution, (1991) Musa acuminata subsp. acuminata
- Musa acuminata var. violacea Kurz, (1867) Musa acuminata subsp. acuminata
- Musa acuminata var. zebrina (Van Houtte ex Planch.) Nasution, (1993) Musa acuminata subsp. acuminata
- Musa ×acutibracteata M.Hotta, (1964) Musa ×paradisiaca L., (1753)
- Musa africana W.Bull (1871), nom. superfl. Ensete ventricosum  (Welw.) Cheesman (1947 publ. 1948).
- Musa agharkarii Chakravorti, (1948) Ensete glaucum  (Roxb.) Cheesman (1947 publ. 1948)
- Musa ×alphurica Miq., (1859), nom. superfl. Musa ×paradisiaca L., (1753)
- Musa amboinensis Miq., (1859) Musa textilis  Née (1801)
- Musa angcorensis Gagnep., (1907) Musa rosea  Baker (1893)
- Musa angustigemma N.W.Simmonds, (1953 publ. 1954) Musa peekelii subsp. angustigemma (N.W.Simmonds) Argent (1976)
- Musa ×aphurica Rumph. ex Sagot, (1887) Musa ×paradisiaca L., (1753)
- Musa ×arakanensis  F.W.Ripley ex Blechynden, (1856), nom. nud.  Musa ×paradisiaca L., (1753)
- Musa arnoldiana De Wild., (1901) Ensete ventricosum  (Welw.) Cheesman (1947 publ. 1948)
- Musa assamica W.Bull, (1871) Musa sanguinea  Hook.f. (1872)
- Musa ×bacoba Rottb., (1776) Musa ×paradisiaca L., (1753)
- Musa bagshawei Rendle & Greves, (1910) Ensete ventricosum  (Welw.) Cheesman (1947 publ. 1948)
- Musa bakeri Hook.f., (1898) Musa balbisiana var. bakeri (Hook.f.) Häkkinen (2010)
- Musa balbisiana var. vittata (W.Ackm. ex Rodigas) M.R.Almeida  (2009)  Musa ×paradisiaca L., (1753)
- Musa banksiana Kurz, (1878), orth. var.  Musa banksii  F.Muell. (1864)
- Musa banksii var. muelleriana Domin, (1915) Musa banksii  F.Muell. (1864)
- Musa banksii var. samoensis Cheeseman, (1948) Musa banksii  F.Muell. (1864)
- Musa banksii var. singampatti (1952) Musa thomsonii  (King ex Baker) A.M.Cowan & Cowan (1929)
- Musa basjoo var. formosana (Warb.) S.S.Ying, (1985) Musa itinerans var. formosana (Warb.) Häkkinen & C.L.Yeh (2010)
- Musa ×berteroi Colla, (1820) Musa ×paradisiaca L., (1753)
- Musa ×bidigitalis De Wild., (1920) Musa ×paradisiaca L., (1753)
- Musa bihai L.  (1753) Heliconia bihai  (L.) L. (1771)
- Musa brachycarpa Backer, (1924) Musa balbisiana var. brachycarpa (Backer) Häkkinen (2008)
- Musa brieyi De Wild., (1920) Musa acuminata subsp. acuminata
- Musa buchananii Baker, (1893) Ensete ventricosum  (Welw.) Cheesman (1947 publ. 1948)
- Musa calosperma F.Muell., (1885), nom. provis.  Ensete glaucum  (Roxb.) Cheesman (1947 publ. 1948)
- Musa ×carolinae Sterler, (1821), nom. nud.  Musa ×paradisiaca L., (1753)
- Musa cavendishii Lamb., (1837) Musa acuminata subsp. acuminata
- Musa cavendishii var. hawaiiensis N.G.Teodoro, (1915) Musa acuminata subsp. acuminata
- Musa cavendishii var. pumila N.G.Teodoro, (1915) Musa acuminata subsp. acuminata
- Musa cerifera (Backer) Nakai, (1948) Musa acuminata subsp. acuminata
- Musa ×champa Baker (1892) Musa ×paradisiaca L., (1753)
- Musa ×chapara Perr., (1825) Musa ×paradisiaca L., (1753)
- Musa charlioi W.Hill, (1874), nom. inval. Musa banksii  F.Muell. (1864)
- Musa chevalieri Gagnep., (1908) Ensete livingstonianum  (J.Kirk) Cheesman (1947 publ. 1948)
- Musa ×chiliocarpa Backer ex K.Heyne, (1922) Musa ×paradisiaca L., (1753)
- Musa chinensis Sweet, (1830), nom. nud.  Musa acuminata subsp. acuminata
- Musa ×consociata Nakai, (1948), no latin descr.  Musa ×paradisiaca L., (1753)
- Musa ×corbieri A.Chev., (1934) Musa ×paradisiaca L., (1753)
- Musa ×corniculata Lour., (1790) Musa ×paradisiaca L., (1753)
- Musa ×dacca Horan., (1862) Musa ×paradisiaca L., (1753)
- Musa dasycarpa Kurz, (1867), nom. rej. prop. Musa velutina  H.Wendl. & Drude (1875)
- Musa davyae Stapf, (1913) Ensete ventricosum  (Welw.) Cheesman (1947 publ. 1948)
- Musa dechangensis J.L.Liu & M.G.Liu, (1987) Musa ×paradisiaca L., (1753)
- Musa ×decrescens De Briey ex De Wild., (1920) Musa ×paradisiaca L., (1753)
- Musa ×decrescens var. pembuki De Briey ex De Wild., (1920) Musa ×paradisiaca L., (1753)
- Musa ×decrescens var. rubromaculata De Briey ex De Wild., (1920) Musa ×paradisiaca L., (1753)
- Musa ×decrescens var. viridis De Briey ex De Wild., (1920) Musa ×paradisiaca L., (1753)
- Musa ×discolor Planch., (1858) Musa ×paradisiaca L., (1753)
- Musa ×dulcissima Nakai, (1948), no latin descr.  Musa ×paradisiaca L., (1753)
- Musa elata Nakai, (1948), no latin descr. Musa balbisiana var. balbisiana
- Musa elephantorum K.Schum. & Warb. (1900) Ensete livingstonianum  (J.Kirk) Cheesman (1947 publ. 1948)
- Musa ×emasculata De Briey ex De Wild.,(1920) Musa ×paradisiaca L., (1753)
- Musa ×emasculata var. kiala De Briey ex De Wild., (1920)  Musa ×paradisiaca L., (1753)
- Musa ×emasculata var. kimbende De Briey ex De Wild., (1920) Musa ×paradisiaca L., (1753)
- Musa ×emasculata var. lomba De Briey ex De Wild., (1920) Musa ×paradisiaca L., (1753)
- Musa ×emasculata var. zengani De Briey ex De Wild., (1920) Musa ×paradisiaca L., (1753)
- Musa ensete J.F.Gmel. (1791) Ensete ventricosum  (Welw.) Cheesman (1947 publ. 1948)
- Musa ensete var. montbeliardii Bois, (1931) Ensete ventricosum  (Welw.) Cheesman (1947 publ. 1948)
- Musa erecta N.W.Simmonds, (1954) Musa maclayi var. erecta (N.W.Simmonds) Argent (1976)
- Musa errans (Blanco) N.G.Teodoro, (1915 publ. 1916) Musa acuminata subsp. errans (Blanco) R.V.Valmayor (2001)
- Musa errans var. botoan N.G.Teodoro, (1915)Musa acuminata subsp. errans (Blanco) R.V.Valmayor (2001)
- Musa fecunda Stapf, (1906) Ensete ventricosum  (Welw.) Cheesman (1947 publ. 1948)
- Musa fehi Bertero ex Vieill., (1861) Musa troglodytarum  L. (1763)
- Musa flava Ridl., (1893) Musa acuminata subsp. malaccensis (Ridl.) N.W.Simmonds (1956 publ. 1957)
- Musa flavida M.Hotta, (1967) Musa borneensis var. flavida (M.Hotta) Häkkinen & Meekiong (2005)
- Musa flaviflora N.W.Simmonds, (1956 publ. 1957) Musa thomsonii  (King ex Baker) A.M.Cowan & Cowan (1929)
- Musa formosana (Warb.) Hayata, (1917) Musa itinerans var. formosana (Warb.) Häkkinen & C.L.Yeh (2010)
- Musa ×georgiana Rich.H.Wallace, (2009) Unplaced Name
- Musa gigantea Kuntze, (1891) Ensete glaucum  (Roxb.) Cheesman (1947 publ. 1948)
- Musa gilletii De Wild., (1900) Ensete livingstonianum  (J.Kirk) Cheesman (1947 publ. 1948)
- Musa glauca Roxb., (1820) Ensete glaucum  (Roxb.) Cheesman (1947 publ. 1948)
- Musa halabanensis Meijer, (1961) Musa acuminata subsp. halabanensis (Meijer) M.Hotta (1989)
- Musa hillii F.Muell., (1875) Musa jackeyi  W.Hill (1874)
- Musa holstii K.Schum., (1904) Ensete ventricosum  (Welw.) Cheesman (1947 publ. 1948)
- Musa homblei Bequaert ex De Wild., (1912) Ensete homblei  (Bequaert ex De Wild.) Cheesman (1947 publ. 1948)
- Musa hookeri (King ex Baker) A.M.Cowan & Cowan, (1929)Musa sikkimensis  Kurz, (1878)
- Musa ×humilis Perr., (1825), nom. illeg.  Musa ×paradisiaca L., (1753)
- Musa humilis Aubl., (1775), nom. rej. Heliconia psittacorum L.f.  (1782)
- Musa ×ingrata Nakai, (1948), no latin descr.  Musa ×paradisiaca L., (1753)
- Musa itinerans subsp. annamica R.V.Valmayor, L.D.Danh & Häkkinen, (2005).
- Musa ×jaheri Nakai, (1948), no latin descr.  Musa ×paradisiaca L., (1753)
- Musa japonica Thibaud & Keteleer, (1889), no diagnostic descr. Musa basjoo var. basjoo
- Musa javanica Nakai, (1948), no latin descr.  Musa acuminata subsp. acuminata
- Musa kaguna Chiov., (1935) Ensete ventricosum  (Welw.) Cheesman (1947 publ. 1948)
- Musa ×kewensis Baker, (1895) Unplaced Name
- Musa lasiocarpa Franch., (1889) Ensete lasiocarpum  (Franch.) Cheesman (1947 publ. 1948)
- Musa laurentii De Wild., (1907) Ensete ventricosum  (Welw.) Cheesman (1947 publ. 1948)
- Musa liukiuensis (Matsum.) Makino ex Kuroiwa, (1900) Musa balbisiana var. liukiuensis (Matsum.) Häkkinen (2008)
- Musa livingstoniana J.Kirk, (1865) Ensete livingstonianum  (J.Kirk) Cheesman (1947 publ. 1948)
- Musa lushanensis J.L.Liu, (1989) Musa basjoo var. lushanensis (J.L.Liu) Häkkinen (2011)
- Musa luteola J.L.Liu, (1990) Musa basjoo var. luteola (J.L.Liu) Häkkinen (2011)
- Musa ×maculata Jacq., (1804) Musa ×paradisiaca L., (1753)
- Musa malaccensis Ridl., (1911)) Musa acuminata subsp. malaccensis (Ridl.) N.W.Simmonds (1956 publ. 1957)
- Musa malaccensis Ridl., (1893) Musa acuminata subsp. malaccensis (Ridl.) N.W.Simmonds (1956 publ. 1957)
- Musa martini Van Geert, (1892) Musa balbisiana var. balbisiana
- Musa martretiana A.Chev., (1934)) Ensete ventricosum  (Welw.) Cheesman (1947 publ. 1948)
- Musa ×megalocarpa Nakai, (1948), no latin descr.  Musa ×paradisiaca L., (1753)
- Musa ×mensaria Moench, (1794), nom. superfl.  Musa ×paradisiaca L., (1753)
- Musa mexicana Matuda, (1950) Musa ornata  Roxb. (1824)
- Musa microcarpa Becc., (1902) Musa acuminata subsp. microcarpa (Becc.) N.W.Simmonds (1956 publ. 1957)
- Musa mindanaensis Miq., (1859) Musa textilis  Née (1801)
- Musa minor Nakai, (1948), no latin descr.  Musa acuminata subsp. acuminata
- Musa ×mirabilis Nakai, (1948), no latin descr.  Musa ×paradisiaca L., (1753)
- Musa nana Lour., (1790), no type material known. Unplaced Name
- Musa nepalensis Wall. (1824) Ensete glaucum  (Roxb.) Cheesman (1947 publ. 1948)
- Musa ×nigra Perr., (1825) Musa ×paradisiaca L., (1753)
- Musa ×odorata Lour., (1790) Musa ×paradisiaca L., (1753)
- Musa ×oleracea Vieill., (1861), no diagnostic descr.) Musa ×paradisiaca L., (1753)
- Musa ×pallida Nakai, (1948), no latin descr. Musa ×paradisiaca L., (1753)
- Musa × paradisiaca subsp. normalis Kuntze, (1891), nom. inval. Musa ×paradisiaca L., (1753)
- Musa × paradisiaca subsp. sapientum (L.) Kuntze, (1891) Musa ×paradisiaca L., (1753)
- Musa × paradisiaca subsp. seminifera (Lour.) K.Schum. (1900) Musa seminifera Lour., (1790), no type material known.
- Musa × paradisiaca subsp. troglodytarum (L.) K.Schum. (1900) Musa troglodytarum  L. (1763)
- Musa × paradisiaca var. acicularis G.Forst., (1786) Musa ×paradisiaca L., (1753)
- Musa × paradisiaca var. bende De Briey ex De Wild., (1920) Musa ×paradisiaca L., (1753)
- Musa × paradisiaca var. bilul De Briey ex De Wild., (1920) Musa ×paradisiaca L., (1753)
- Musa × paradisiaca var. champa (Baker) K.Schum. (1900) Musa ×paradisiaca L., (1753)
- Musa × paradisiaca var. cinerea Blanco, (1837) Musa ×paradisiaca L., (1753)
- Musa × paradisiaca var. coarctata G.Forst., (1786) Musa ×paradisiaca L., (1753)
- Musa × paradisiaca var. compressa Blanco, (1837) Musa ×paradisiaca L., (1753)
- Musa × paradisiaca var. coriacea G.Forst., (1786) Musa ×paradisiaca L., (1753)
- Musa × paradisiaca var. corniculata G.Forst., (1786) Musa ×paradisiaca L., (1753)
- Musa × paradisiaca var. dacca (Horan.) K.Schum. (1900) Musa ×paradisiaca L., (1753)
- Musa × paradisiaca var. dorsata G.Forst., (1786) Musa troglodytarum  L. (1763)
- Musa × paradisiaca var. dubia King ex K.Schum. (1900) Musa griersonii  Noltie (1994)
- Musa × paradisiaca var. exsicca G.Forst., (1786) Musa ×paradisiaca L., (1753)
- Musa × paradisiaca var. fatua G.Forst., (1786) Musa ×paradisiaca L., (1753)
- Musa × paradisiaca var. formosana Warb. (1900) Musa itinerans var. formosana (Warb.) Häkkinen & C.L.Yeh, (2010).
- Musa × paradisiaca var. glaberrima Blanco, (1837) Musa ×paradisiaca L., (1753)
- Musa × paradisiaca var. glauca Blanco, (1837) Musa ×paradisiaca L., (1753)
- Musa × paradisiaca var. granulosa G.Forst., (1786) Musa balbisiana var. balbisiana
- Musa × paradisiaca var. hookeri (King ex Baker) K.Schum. (1900) Musa sikkimensis  Kurz, (1878)
- Musa × paradisiaca var. kitebbe De Briey ex De Wild., (1920) Musa ×paradisiaca L., (1753)
- Musa × paradisiaca var. lacatan Blanco, (1837) Musa ×paradisiaca L., (1753)
- Musa × paradisiaca var. longa Blanco, (1837) Musa ×paradisiaca L., (1753)
- Musa × paradisiaca var. lunaris G.Forst., (1786) Musa ×paradisiaca L., (1753)
- Musa × paradisiaca var. magna Blanco, (1837) Musa ×paradisiaca L., (1753)
- Musa × paradisiaca var. martabarica (Baker) K.Schum. (1900) Musa ×paradisiaca L., (1753)
- Musa × paradisiaca var. maxima Blanco, (1837) Musa ×paradisiaca L., (1753)
- Musa × paradisiaca var. mensaria (Baker) K.Schum. (1900) Musa ×paradisiaca L., (1753)
- Musa × paradisiaca var. mensaria G.Forst., Pl. Esc.: 30 (1786) Musa ×paradisiaca L., (1753)
- Musa × paradisiaca var. odorata (Lour.) K.Schum. (1900) Musa ×paradisiaca L., (1753)
- Musa × paradisiaca var. oleracea (Vieill.) K.Schum. (1900) Musa ×paradisiaca L., (1753)
- Musa × paradisiaca var. papillosa G.Forst., (1786) Musa ×paradisiaca L., (1753)
- Musa × paradisiaca var. pumila Blanco, (1837), nom. illeg. Musa acuminata subsp. acuminata
- Musa × paradisiaca var. pumila G.Forst., (1786) Musa acuminata subsp. acuminata
- Musa × paradisiaca var. punctata G.Forst., (1786) Musa ×paradisiaca L., (1753)
- Musa × paradisiaca var. purpurascens G.Forst., (1786) Musa ×paradisiaca L. (1753)
- Musa × paradisiaca var. regia G.Forst., (1786) Musa ×paradisiaca L., (1753)
- Musa × paradisiaca var. rubra (Firminger ex Baker) K.Schum. (1900) Musa ×paradisiaca L., (1753)
- Musa × paradisiaca var. sanguinea (Welw. ex Baker) K.Schum. (1900) Musa ×paradisiaca L., (1753)
- Musa × paradisiaca var. suaveolens Blanco, (1837) Musa ×paradisiaca L., (1753)
- Musa × paradisiaca var. subrubea Blanco, (1837) Musa ×paradisiaca L., (1753)
- Musa × paradisiaca var. ternatensis Blanco, (1837) Musa ×paradisiaca L., (1753)
- Musa × paradisiaca var. tetragona G.Forst., (1786) Musa ×paradisiaca L., (1753)
- Musa × paradisiaca var. thomsonii (King ex Baker) King ex K.Schum. (1900) Musa thomsonii (King ex Baker) A.M.Cowan & Cowan (1929)
- Musa × paradisiaca var. tombak Blanco, (1837) Musa ×paradisiaca L., (1753)
- Musa × paradisiaca var. ulnaris Blanco, (1837) Musa ×paradisiaca L., (1753)
- Musa × paradisiaca var. violacea Blanco, (1837) Musa ×paradisiaca L., (1753)
- Musa × paradisiaca var. violacea (Baker) K.Schum. (1900), nom. illeg. Musa ×paradisiaca L., (1753)
- Musa × paradisiaca var. viridis De Briey ex De Wild., (1920) Musa ×paradisiaca L., (1753)
- Musa × paradisiaca var. vittata (W.Ackm. ex Rodigas) K.Schum. (1900) Musa ×paradisiaca L., (1753)
- Musa × paradisiaca f. dongila De Briey ex De Wild., (1920)  Musa ×paradisiaca L., (1753)
- Musa × paradisiaca f. funu-nua De Briey ex De Wild., (1920) Musa ×paradisiaca L., (1753)
- Musa × paradisiaca f. kilola De Briey ex De Wild., (1920) Musa ×paradisiaca L., (1753)
- Musa × paradisiaca f. seluka De Briey ex De Wild., (1920) Musa ×paradisiaca L., (1753)
- Musa × paradisiaca f. tuba De Briey ex De Wild., (1920) Musa ×paradisiaca L., (1753)
- Musa perrieri Claverie, (1909) Ensete perrieri  (Claverie) Cheesman (1947 publ. 1948)
- Musa ×polycarpa Nakai, no latin descr. Musa ×paradisiaca L., (1753)
- Musa ×prematura Nakai, (1948), no latin descr. Musa ×paradisiaca L., (1753)
- Musa proboscidea Oliv., (1888) Ensete ventricosum  (Welw.) Cheesman (1947 publ. 1948)
- Musa ×protractorachis De Wild., (1920) Musa ×paradisiaca L., (1753)
- Musa pruinosa (King ex Baker) Burkill, (1925) Musa balbisiana var. balbisiana
- Musa ×purpureotomentosa De Wild., (1920) Musa ×paradisiaca L., (1753)
- Musa rectispica Nakai, (1948), no latin descr. Musa troglodytarum  L. (1763)
- Musa religiosa Dyb., (1900) Ensete livingstonianum  (J.Kirk) Cheesman (1947 publ. 1948)
- Musa rhinozerotis Kurz, (1878) Musa acuminata subsp. acuminata
- Musa rosacea Jacq., (1804), nom. rej. Musa balbisiana var. balbisiana
- Musa ruandensis De Wild., (1923) Ensete ventricosum  (Welw.) Cheesman (1947 publ. 1948)
- Musa rubronervata De Wild., (1923) Ensete ventricosum  (Welw.) Cheesman (1947 publ. 1948)
- Musa rumphiana Kurz, (1878) Musa acuminata subsp. acuminata
- Musa ×sapidisiaca K.C.Jacob, (1952), nom. superfl. Musa ×paradisiaca L., (1753)
- Musa ×sapientum L., (1759) Musa ×paradisiaca L., (1753)
- Musa ×sapientum subsp. seminifera (Lour.) Baker, (1893)Musa seminifera Lour., (1790), no type material known.
- Musa ×sapientum subsp. troglodytarum (L.) Baker, (1893) Musa troglodytarum  L. (1763)
- Musa ×sapientum var. americana N.G.Teodoro, (1915) Musa ×paradisiaca L., (1753)
- Musa ×sapientum var. angao Quisumb., (1919) Musa ×paradisiaca L., (1753)
- Musa ×sapientum var. baca Quisumb., (1919) Musa ×paradisiaca L., (1753)
- Musa ×sapientum var. binutig N.G.Teodoro, (1915) Musa ×paradisiaca L., (1753)
- Musa ×sapientum var. canara N.G.Teodoro, (1915) Musa ×paradisiaca L., (1753)
- Musa ×sapientum var. canaya Quisumb., (1919) Musa ×paradisiaca L., (1753)
- Musa ×sapientum var. champa (Baker) Baker, (1893) Musa ×paradisiaca L., (1753)
- Musa ×sapientum var. cinerea (Blanco) N.G.Teodoro, (1915) Musa ×paradisiaca L., (1753)
- Musa ×sapientum var. compressa (Blanco) N.G.Teodoro, (1915) Musa ×paradisiaca L., (1753)
- Musa ×sapientum var. cubensis N.G.Teodoro, (1915 Musa ×paradisiaca L., (1753)
- Musa ×sapientum var. dacca (Horan.) Baker, (1893) Musa ×paradisiaca L., (1753)
- Musa ×sapientum var. daryao N.G.Teodoro, (1915) Musa ×paradisiaca L., (1753)
- Musa ×sapientum var. dinalaga Quisumb., (1919) Musa ×paradisiaca L., (1753)
- Musa ×sapientum var. dool Quisumb., (1919) Musa ×paradisiaca L., (1753)
- Musa ×sapientum var. dubia (Baker) A.M.Cowan & Cowan, (1929) Musa ×paradisiaca L., (1753)
- Musa ×sapientum var. eda Quisumb., (1919) Musa ×paradisiaca L., (1753)
- Musa ×sapientum var. fieleto De Briey ex De Wild., (1920) Musa ×paradisiaca L., (1753)
- Musa ×sapientum var. flabellata Quisumb., (1919) Musa ×paradisiaca L., (1753)
- Musa ×sapientum var. galatayan Quisumb., (1919) Musa ×paradisiaca L., (1753)
- Musa ×sapientum var. garangao N.G.Teodoro, (1915) Musa ×paradisiaca L., (1753)
- Musa ×sapientum var. glaberrima (Blanco) N.G.Teodoro, (1915) Musa ×paradisiaca L., (1753)
- Musa ×sapientum var. glauca (Blanco) N.G.Teodoro, (1915) Musa ×paradisiaca L., (1753)
- Musa ×sapientum var. grandis N.G.Teodoro, (1915) Musa ×paradisiaca L., (1753)
- Musa ×sapientum var. humilis Merr., (1922) Musa ×paradisiaca L., (1753)
- Musa ×sapientum var. inarnibal N.G.Teodoro, (1915) Musa ×paradisiaca L., (1753)
- Musa ×sapientum var. kinamay Quisumb., (1919) Musa ×paradisiaca L., (1753)
- Musa ×sapientum var. lacatan (Blanco) N.G.Teodoro, (1915) Musa ×paradisiaca L., (1753)
- Musa ×sapientum var. liukiuensis Matsum., (1897) Musa balbisiana var. liukiuensis (Matsum.) Häkkinen, (2008).
- Musa ×sapientum var. longa (Blanco) N.G.Teodoro, (1915) Musa ×paradisiaca L., (1753)
- Musa ×sapientum var. martabarica Baker, (1893) Musa ×paradisiaca L., (1753)
- Musa ×sapientum var. mensaria Baker, (1893) Musa ×paradisiaca L., (1753)
- Musa ×sapientum var. odorata (Lour.) Baker, (1893) Musa ×paradisiaca L., (1753)
- Musa ×sapientum var. oleracea (Vieill.) Baker, (1893), nom. inval. Musa ×paradisiaca L., (1753)
- Musa ×sapientum var. padilat Quisumb., (1919) Musa ×paradisiaca L., (1753)
- Musa ×sapientum var. pamotion Quisumb., (1919) Musa ×paradisiaca L., (1753)
- Musa ×sapientum var. paradisiaca (L.) Baker, (1894), nom. illeg. Musa ×paradisiaca L., (1753)
- Musa ×sapientum var. pelipia Quisumb., (1919) Musa ×paradisiaca L., (1753)
- Musa ×sapientum var. principe Quisumb., (1919) Musa ×paradisiaca L., (1753)
- Musa ×sapientum var. pruinosa (King ex Baker) A.M.Cowan & Cowan, (1929) Musa balbisiana var. balbisiana
- Musa ×sapientum var. pumila (N.G.Teodoro) Merr., (1922) Musa acuminata subsp. acuminata
- Musa ×sapientum var. putian Quisumb., (1919) Musa ×paradisiaca L., (1753)
- Musa ×sapientum var. raines Quisumb., (1919) Musa ×paradisiaca L., (1753)
- Musa ×sapientum var. regia (G.Forst.) Baker, (1893) Musa ×paradisiaca L., (1753)
- Musa ×sapientum var. rubra Firminger ex Baker, (1893) Musa ×paradisiaca L., (1753)
- Musa ×sapientum var. sanguinea Welw. ex Baker, (1893) Musa ×paradisiaca L., (1753)
- Musa ×sapientum var. sarocsoc Quisumb., (1919) Musa ×paradisiaca L., (1753)
- Musa ×sapientum var. satama De Briey ex De Wild., (1920) Musa ×paradisiaca L., (1753)
- Musa ×sapientum var. sision Quisumb., (1919) Musa ×paradisiaca L., (1753)
- Musa ×sapientum var. suaveolens (Blanco) N.G.Teodoro, (1915) Musa ×paradisiaca L., (1753)
- Musa ×sapientum var. ternatensis (Blanco) N.G.Teodoro, (1915) Musa ×paradisiaca L., (1753)
- Musa ×sapientum var. tombak (Blanco) N.G.Teodoro, (1915) Musa ×paradisiaca L., (1753)
- Musa ×sapientum var. troglodytarum (L.) Baker, (1894), nom. illeg. Musa troglodytarum  L. (1763)
- Musa ×sapientum var. tudlong N.G.Teodoro, (1915) Musa ×paradisiaca L., (1753)
- Musa ×sapientum var. tuldoc N.G.Teodoro, (1915) Musa ×paradisiaca L., (1753)
- Musa ×sapientum var. violacea (Blanco) N.G.Teodoro, (1915), nom. illeg. Musa ×paradisiaca L., (1753)
- Musa ×sapientum var. violacea Baker, (1893) Musa ×paradisiaca L., (1753)
- Musa ×sapientum var. vittata (W.Ackm. ex Rodigas) Hook.f., (1863) Musa ×paradisiaca L., (1753)
- Musa ×sapientum f. dubia Baker, (1893) Musa ×paradisiaca L., (1753)
- Musa ×sapientum f. hookeri King ex Baker, (1893) Musa sikkimensis  Kurz, (1878)
- Musa ×sapientum' f. pruinosa King ex Baker, (1893) Musa balbisiana var. balbisiana
- Musa ×sapientum f. thomsonii King ex Baker, (1893) Musa thomsonii  (King ex Baker) A.M.Cowan & Cowan (1929)
- Musa schweinfurthii K.Schum. & Warb. (1900) Ensete ventricosum  (Welw.) Cheesman (1947 publ. 1948)
- Musa seemannii F.Muell., (1875) Musa troglodytarum  L. (1763)
- Musa seminifera Lour. (1790), no type material known.
- Musa simiarum Miq., (1855) Musa acuminata subsp. acuminata
- Musa simiarum var. sylvestris Kurz, (1867)) Musa ×paradisiaca L., (1753)
- Musa simiarum var. violacea Kurz, (1867) Musa acuminata subsp. acuminata
- Musa sinensis Sagot ex Baker, (1893), orth. var. Musa acuminata subsp. acuminata
- Musa speciosa Ten., (1829) Musa ornata  Roxb. (1824)
- Musa sumatrana Becc., (1880) Musa acuminata var. sumatrana (Becc.) Nasution (1991)
- Musa sundaica Nakai, (1948), no latin descr.  Musa acuminata subsp. acuminata
- Musa superba Roxb., (1811) Ensete superbum  (Roxb.) Cheesman (1947 publ. 1948)
- Musa suratii Argent, (2000) Musa lawitiensis var. suratii (Argent) Häkkinen (2006)
- Musa sylvestris Colla, (1820), nom. superfl. Musa seminifera Lour., (1790), no type material known.
- Musa textilis var. amboinensis (Miq.) Baker, (1893) Musa textilis  Née (1801)
- Musa textilis var. liukiuensis (Matsum.) Matsum., (1934) Musa balbisiana var. liukiuensis (Matsum.) Häkkinen (2008)
- Musa textilis var. tashiroi Hayata, (1913) Musa insularimontana  Hayata (1913)
- Musa tikap Warb., (1903) Musa textilis  Née (1801)
- Musa tomentosa Warb. ex K.Schum. (1900) Musa acuminata var. tomentosa (Warb. ex K.Schum.) Nasution (1991)
- Musa ×trichocarpa Nakai, (1948), no latin descr. Musa ×paradisiaca L., (1753)
- Musa troglodytarum var. acutibracteata MacDan., (1947) Musa troglodytarum L. (1763)
- Musa troglodytarum var. dolioformis Blanco, (1837) Ensete glaucum  (Roxb.) Cheesman (1947 publ. 1948)
- Musa troglodytarum var. errans Blanco, (1837) Musa acuminata subsp. errans (Blanco) R.V.Valmayor (2001)
- Musa troglodytarum var. rubrifolia Kuntze, (1891) Musa ornata  Roxb. (1824)
- Musa troglodytarum var. textoria Blanco, (1837) Musa textilis  Née (1801)
- Musa truncata Ridl., (1909) Musa acuminata subsp. truncata (Ridl.) Kiew (2001)
- Musa ulugurensis Warb. & Moritz, (1904) Ensete ventricosum  (Welw.) Cheesman (1947 publ. 1948)
- Musa uranoscopos Lour., (1790) Musa troglodytarum  L. (1763)
- Musa uranoscopos Colla, (1820), nom. illeg.  Musa troglodytarum  L. (1763)
- Musa uranoscopus Seem., (1868), sensu auct. Musa troglodytarum  L. (1763)
- Musa ventricosa Welw., Apont.: 587 (1859) Ensete ventricosum  (Welw.) Cheesman (1947 publ. 1948)
- Musa ×vittata W.Ackm. ex Rodigas, (1862) Musa ×paradisiaca L., (1753)
- Musa wilsonii Tutcher, (1902) Ensete wilsonii  (Tutcher) Cheesman (1947 publ. 1948)
- Musa zebrina Van Houtte ex Planch., (1855) Musa acuminata subsp. acuminata
- Musa zebrina f. cerifera Backer, (1924) Musa acuminata subsp. acuminata
- Musa zebrina f. rutilipes Backer, (1924) Musa acuminata subsp. acuminata

## Le séquençage et les études génétiques
Le génome du bananier a été séquencé en 2012. Depuis, de nombreuses recherches d'amélioration génétique se sont développées. Les chercheurs du monde entier étudient cette plante géante afin de déterminer les caractéristiques des espèces (résistance à la sécheresse, aux maladies, etc. ). Avant d'être distribuées aux laboratoires, les plantes doivent disposer d'une certification phytosanitaire qui les garantit exemptes de tout virus. Cette étape se déroule dans le Virus Indexing and Sanitation Center de Gembloux Agro-Bio Tech (Université de Liège, Belgique).

## Le bananier et l'homme

### Culture

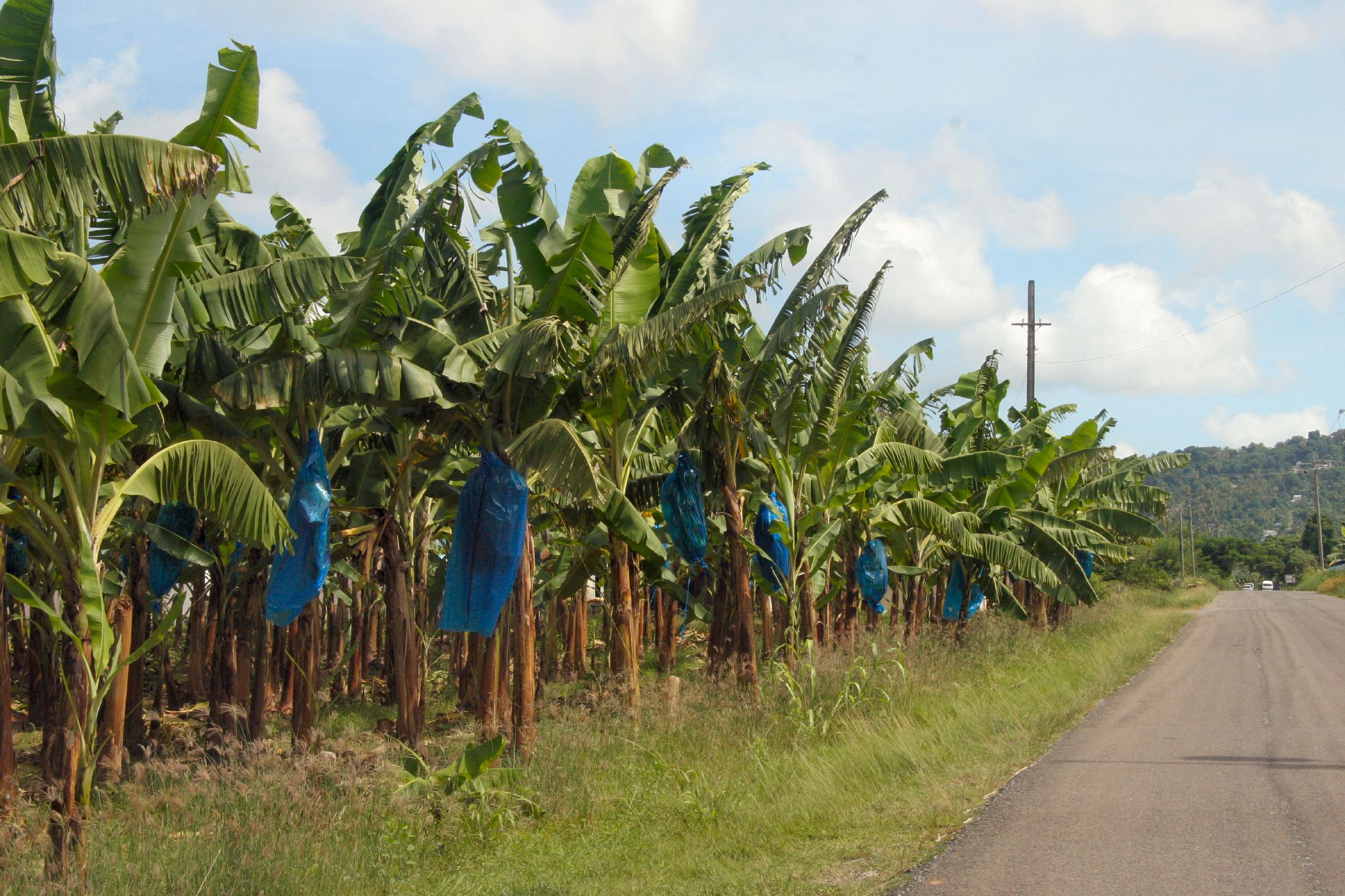
Culture de bananes à Sainte-Lucie, dans l'Archipel des Antilles.

Le processus dit de domestication des bananes aurait commencé il y a 7 000 ans dans le sud-est asiatique, aidé par les migrations humaines au travers des différentes îles, et la sélection humaine pour l'obtention d'hybrides sans graines, parthénocarpiques (production de fruits sans fécondation de l'ovule) qui se sont reproduits par multiplication végétative via des repousses. Ces hybrides peuvent être diploïdes mais, le plus souvent, ils sont triploïdes. Actuellement, l'histoire évolutive et les modalités des processus de domestication sont en cours de précision, en particulier à travers des études moléculaires en utilisant les nouvelles technologies de biologie moléculaire.
Dans la même section Eumusa, il existe aussi quelques hybrides de distribution restreinte issus de M. schizocarpa. La section Callimusa a donné des variétés cultivées seulement en Polynésie avec l'espèce M. troglodytarum L. (groupe Fe'i) et quelques hybrides d'autres espèces (par exemple M. jackeyi) de la même section ainsi que M. textilis, cultivée aux Philippines pour la production de fibres.
Le M. basjoo ou bananier japonais, originaire des montagnes de Chine, montre une tolérance au froid particulièrement élevée ; la souche dans le sol résiste à des températures pouvant être inférieures à −12 °C. Son fruit est grenu et n'est pas comestible.
Découvert récemment, le 'Helen's Hybrid' un hybride M. sikkimensis et M. 'Ney Poovan' produit des fruits comestibles bien qu'avec des graines, et a une souche qui résiste à des températures inférieures à −12 °C. (M. sikkimensis serait aussi résistant au froid que basjoo)
Certaines variétés de M. cavendishii ont une taille à maturité inférieure à 2 m et peuvent ainsi être cultivées en pots. Elles sont souvent proposées comme bananiers d'intérieur (température minimale, 5 °C).

#### Typologie

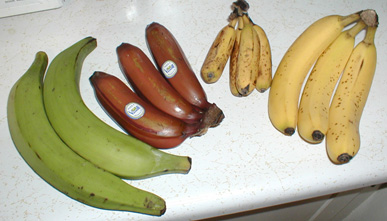
Différentes variétés de bananes.

Il existe de très nombreuses variétés de bananes comestibles formant trois groupes d'usage différents :
- Banane dessert : la banane fruit classique, sucrée ; elle est consommée crue comme un fruit. La très grande majorité des bananes exportées provient d'une monoculture d'un clone nommé Cavendish issu de croisements entre 3 sous-espèces M. Acuminata. Ce clone triploïde (c'est-à-dire disposant de 3 versions de génome M. acuminata) représente à lui seul la quasi-totalité des échanges commerciaux mondiaux et approximativement 50 % de la production mondiale [10]. Cette monoculture représente un risque important et éminent pour la production mondiale face à l’adaptation des pathogènes et des maladies des bananiers comme la maladie de la cercosporiose noire [11] et le champignon responsable de la fusariose [12].
- Banane à cuire : dans ce groupe, les principales sont les Banane plantain. Plus grosse et plus longue que la banane dessert. Sa chair est un peu rosée, plus pauvre en sucre et plus riche en amidon, ce qui la rend plus ferme, lui conférant une bonne tenue à la cuisson. Elle est de ce fait beaucoup utilisée comme légume. Les Banane plantain sont triploïdes et issues de croisements entre des sous-espèces M. acuminata et l'espèce M. balbisiana.
- Banane à bière : comprenant des variétés petites, un peu amères. Mises à fermenter, elles servent à faire de la bière ou du vin.

#### Autres utilisations

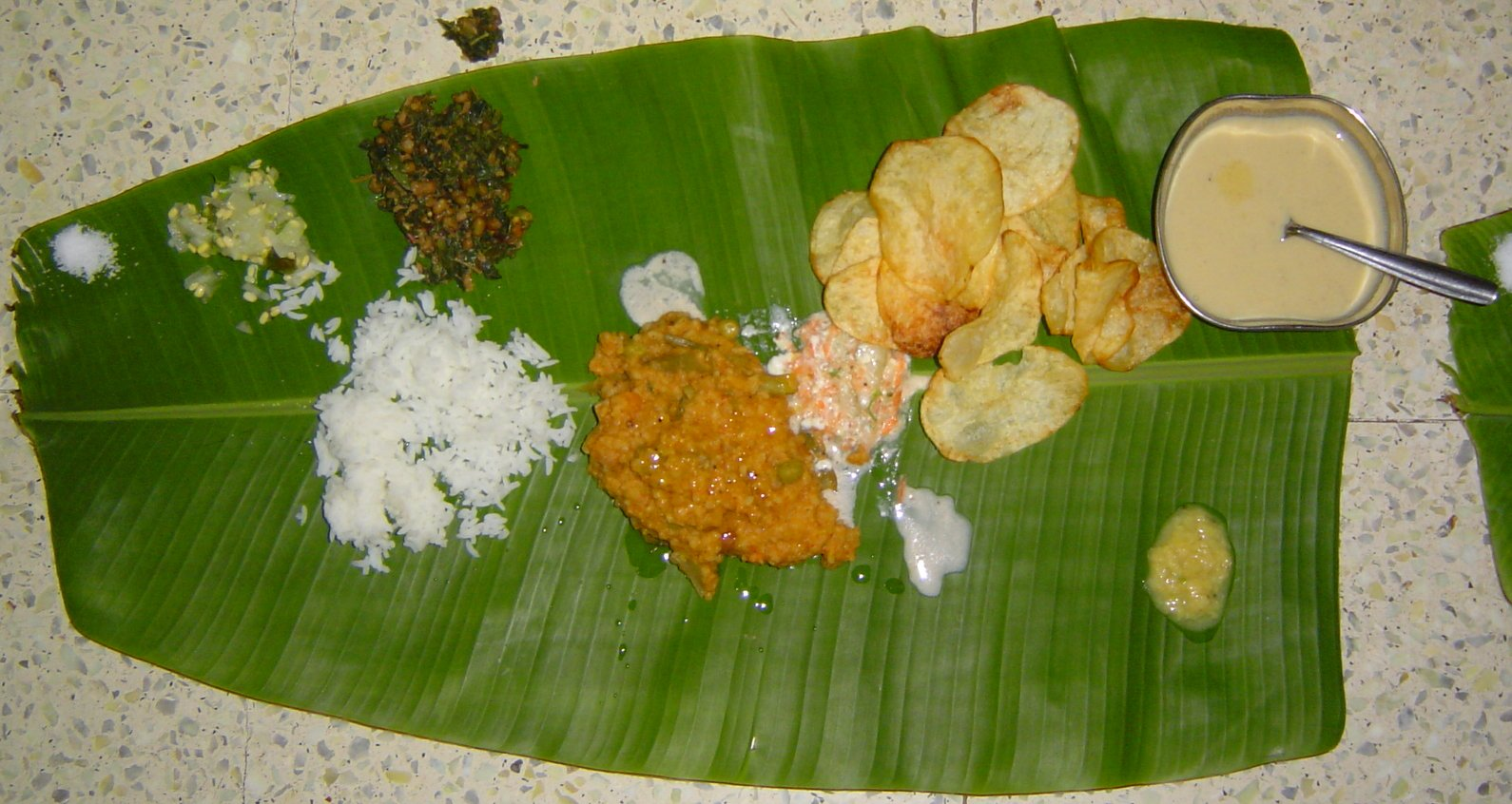
Tout un repas servi sur une feuille de bananier en Inde du sud.

Une espèce, l'abaca (Musa textilis), est cultivée aux Philippines pour la production de fibres ; elle est appelée « chanvre de Manille ». Cette fibre est principalement employée pour la fabrication de cordes. C'est la plus durable des fibres naturelles.
Dans beaucoup de régions, les feuilles de bananier ont des usages domestiques : toiture, emballage, contenant de cuisson, fibres tressées, etc. Les feuilles de bananier servent à fabriquer des imitations de papyrus, vendues aux touristes en Égypte ou ailleurs. D'autres espèces ont une utilisation ornementale.

#### Produits phytopharmaceutiques sur bananiers
En France, le ministère de l'agriculture propose une liste des produits phytopharmaceutiques autorisés pour lutter contre les parasites du bananier.

### Importance économique
Musa a une grande importance économique aux Antilles notamment en Martinique.

#### Les bananes alimentaires
C'est à la fin du XIXe siècle que la culture de la banane se développe aux Caraïbes puis en Amérique centrale pour devenir une culture industrielle contrôlée par deux grandes firmes nord-américaines : Dole et Chiquita.
La banane représente un aliment de base vital pour des millions de personnes issues de pays en voie de développement ; elle était, en 2011, le fruit le plus consommé au monde avec une production mondiale de plus de 100 millions de tonnes (Production 2011, Données de FAOSTAT (FAO)). Elle représente ainsi la 4e production mondiale pour l'alimentation humaine après les 3 céréales riz, blé et maïs.
Les principaux pays producteurs sont en Amérique du Sud : Brésil, Colombie, Équateur, Venezuela, et en Amérique centrale :  Honduras, Panama, Mexique, en Asie : Chine, Inde, Philippines, Indonésie, Thaïlande, Viêt Nam ou en Afrique : Burundi, Tanzanie.
Le commerce international de la banane a fait l'objet d'un conflit à l'Organisation mondiale du commerce (OMC) entre l'Union européenne d'une part, et les pays producteurs d'Amérique et les États-Unis d'autre part, en raison des accords préférentiels (quotas et droits de douane réduits) qui liaient cette dernière aux pays dits ACP (Afrique-Caraïbes-Pacifique).
Le commerce de la banane est atypique puisque près de 90 % de la production est consommée « sur place » (au sein du pays producteur). L'Inde, la Chine et le Brésil, qui appartiennent au cinq premiers pays producteurs, n'exportent quasiment pas leur production. Le commerce de la « banane d'export » est essentiellement réalisé par trois sociétés américaines dont Chiquita Brands International (anciennement United Fruit Company).
Les principales zones exportatrices sont l'Afrique, les Philippines et l'Amérique centrale et latine tandis que les zones importatrices sont principalement l'Amérique du Nord et l'Europe.

### Symbolique
Le bananier est la plante au cœur de la vision hindoue du paradis perdu datant au moins du VIe siècle avant notre ère. Bouddha a fait du bananier le symbole de la vanité des biens, de la fragilité et de l'instabilité des choses, parce que sa partie aérienne meurt après avoir fructifié.
En Thaïlande, nombreux sont ceux qui croient en la présence d'un "esprit" bienfaisant ou malfaisant appelé Dame de l'arbre (Nang Mai /นางไม้ ou ผีต้นไม้) dans certains arbres : ainsi Dame Tani ( นางตานี / Nang Tani) habite un bananier et punit les hommes infidèles (c'est pourquoi elle est crainte et que les thaïlandais refusent de planter des bananiers dans l’enceinte d’une maison).